# Klas Östergren

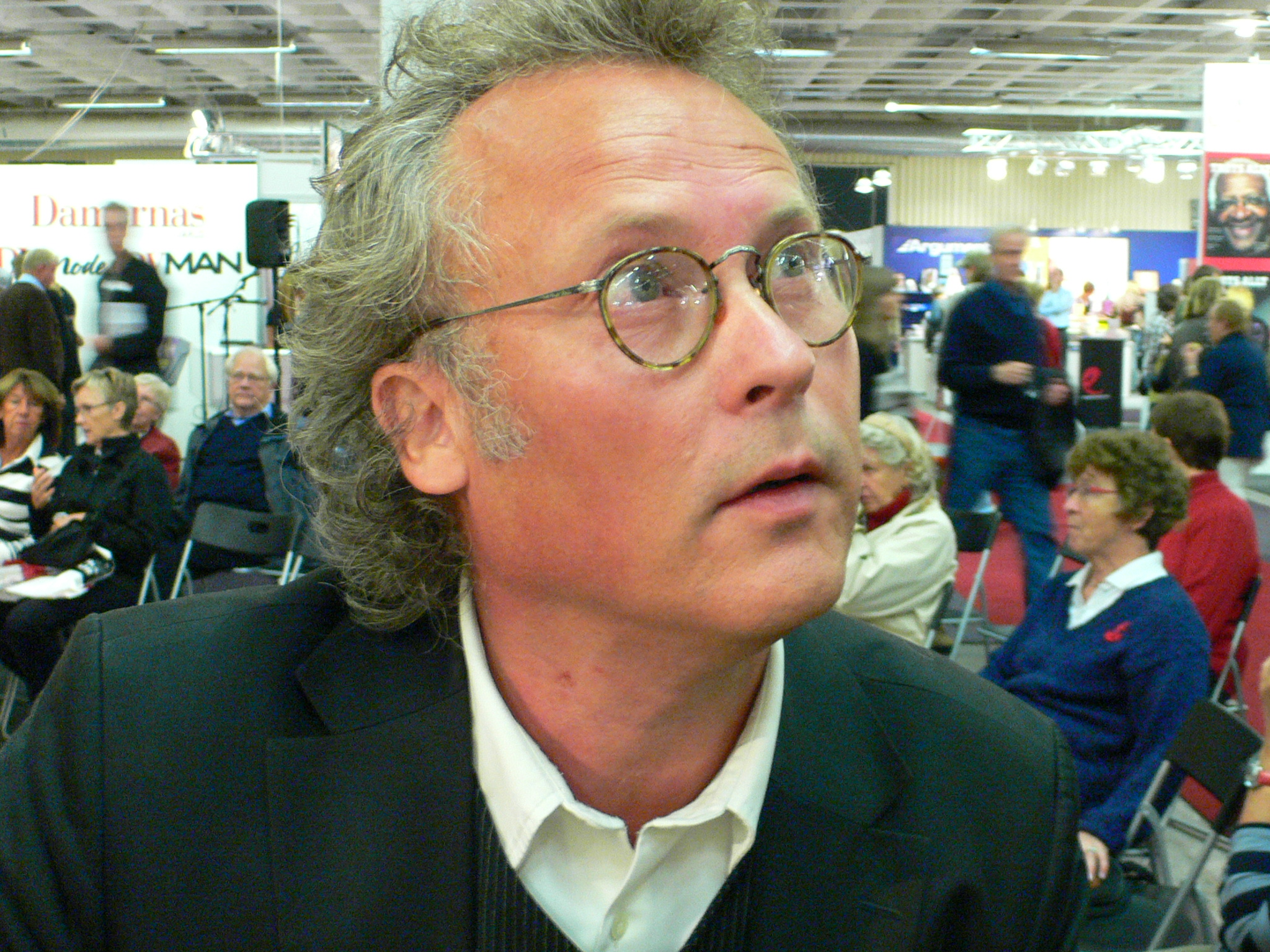
Klas Östergren en 2007.

Klas Östergren (nacido Estocolmo, 20 de febrero de 1955) es un novelista sueco, elegido miembro de la Academia Sueca en 2014.